# Pumatampu
Le Pumatampu (lieu ou réserve des pumas, en quechua) est une région des Andes méridionales du Pérou située autour du volcan Sarasara et du lac Parinacochas, dans la province actuelle de Parinacochas (Ayacucho).
Dans "Les commentaires royaux sur le Pérou des Incas" (Livre troisième, IX: "L'Inca soumet encore de nombreuses provinces et meurt paisiblement"), Inca Garcilaso de la Vega écrit: "L'Inca [Maita Capac] fit une entrée triomphante dans la ville principale nommée Allca. De là, il passa à d'autres grandes provinces appelées Taurisma, Cotahuasi, Pumatampu, Parihuana Cocha, qui signifie lagune de flamants roses, parce qu'en un lieu désert qu'il y a dans cette province on trouve une grande lagune. Dans la langue des Incas, on appelle cocha la mer et n'importe quel lac ou mare; et parihuana, les oiseaux qui en Espagne portent le nom de flamants; de ces deux noms ils n'en font qu'un, disant Parihuana Cocha, avec lequel ils désignent cette province, qui est grande, belle et fertile, et abondante en or.
Cette région semble avoir été peuplée par les Aymaras au temps de l'empire Huari (VIe – IXe siècles), dont l'expansion s'étendit jusqu'à la moitié sud des Andes centrales du Pérou.